# Sun Guangxian
Sun Guangxian (chinois : 孙光宪 ; chinois traditionnel : 孫光憲 ; pinyin : Sūn Guāngxiàn ; Wade : Sun Kwang-hsien), nom de courtoisie Mengwen (孟文), pseudonyme Baoguangzi (葆光子) (896-968) est un écrivain, un poète et un fonctionnaire de l’état de Jingnan pendant la période des Cinq Dynasties et des Dix Royaumes, puis des Song. Il devient fonctionnaire principalement responsable des politiques et de la gouvernance après la retraite du conseiller Liang Zhen sous le règne du deuxième souverain de Jingnan, Gao Conghui. Il continue ensuite ce rôle auprès de ses fils Gao Baorong et Gao Baoxu, ainsi que de son petit-fils Gao Jichong.

## Biographie

### Les premières années
Sun Guangxian naît en 896,. Les sources sont contradictoires sur son lieu de naissance, mais la majorité s’entend pour dire que Guiping (au Sichuan) est son lieu de naissance,. Sa famille est paysanne. Malgré cela, dès son jeune âge il se montre assidu dans ses études et il est très prometteur. Il a une passion pour la copie de livres et conservera cet intérêt tout au long de sa vie. Alors qu’il est encore jeune, Sun Guangxian part loin de chez lui emportant ses livres.

### Carrière politique

#### Shu antérieur (?-926)
Il commence sa carrière sous les Shu antérieurs (r. 907-925) à une date inconnue. Il suit « la voie d’un fonctionnaire : il réussit les examens et entre dans la fonction publique, son premier poste étant celui de magistrat adjoint dans sa région natale de Lingzhou » où il acquiert une bonne réputation. Pendant son séjour au Sichuan, il voyage beaucoup. Il se rend plusieurs fois à Chengdu. Il rencontre des érudits de la cour du royaume de Qian Shu, ainsi que des ermites et des moines bouddhistes, taoïstes qui s’adonnent à l’écriture de vers. Il commence alors sa carrière littéraire et se distingue dans l’écriture de poésie surtout de type lyrique ci. Il mentionne dans un de ses poèmes qu'il y mène une vie dissolue. Il voyage aussi au Shaanxi et au Gansu. En 925, après la reddition de Wang Zongyan à la dynastie des Tang postérieurs, le royaume du Shu antérieur (907–925) prend fin et Sun Guangxian, fonctionnaire déchu de ce royaume, se dirige alors vers la préfecture de Jiangling pour fuir le chaos. Il a trente ans.

#### Jingnan (Nanping) (926-963)
Jingnan est le plus petit état de la période des Cinq Dynasties et Dix Royaumes. À cette époque, le gouverneur militaire de cet état, Gao Jixing (en) (r. 906-929) contrôle le territoire de Jing et recrute des lettrés de toutes les régions. À l’été 926, sur recommandation du conseiller Liang Zhen, il nomme Sun Guangxian pour servir dans son secrétariat. Cette nomination correspond plus aux attentes de Sun Guangxian que son poste précédent dans le Shu Antérieur où les lettrés n’étaient pas en demande.
Avec le temps, Sun Guangxian devient de plus en plus influent à la cour et il a un impact sur les politiques de la principauté. Alors que Gao Jixing envisage d’attaquer un autre vassal des Tang postérieurs, Ma Yin le prince de Chu, Sun le convainc d’annuler l’attaque.
Gao Conghui (r. 929-948) monte sur le trône au décès de son père en 929. Comme son conseiller Liang Zhen décide de se retirer, il nomme Sun Guangxian conseiller pour les affaires d’État pour le remplacer. Selon le Song Shi (Histoire des Song), le prince le récompense et lui offre des insignes de haut fonctionnaire à la cour, soit « un sceau d’or sur un cordon pourpre »,.
Gao Conghui meurt en 948. Pendant les règnes successifs de ses fils Gao Baorong (r. 948-960) et Gao Baoxu (960-962) ainsi que de son petit-fils Gao Jichong (r. 962-963), Sun Guangxian continue de servir en tant que stratège en chef pour l’État, atteignant le rang de vice-gouverneur militaire de Jingnan, c’est-à-dire adjoint au souverain lui-même,.

Empereur Taizu, r. 960-976, fondateur de la dynastie Song

En 962, l’empereur Taizu des Song envoie son général et des militaires, officiellement pour aider Zhou Baoquan contre Zhang, mais dans l’intention de prendre le contrôle réel des territoires du Hunan et de Jingnan (Nanping). Étant donné le déséquilibre entre les forces militaires des deux puissances en présence, Sun Guangxian conseille à Gao Jichong de ne pas résister et de céder en cadeau les trois provinces du Jingnan au gouvernement Song et de se soumettre à eux, ce qu’il fait en 963.

##### Huangzhou (963-968)
Après la reddition de Gao Jichong aux Song, l’empereur Taizu est tellement satisfait du rôle joué par Sun Guangxian dans l’acquisition du Jingnan qu’il le nomme préfet de Huangzhou (黄州) (dans l’actuelle Huanggang, province du Hubei), lui offrant cadeaux et distinctions et augmentant ses privilèges. Sun Guangxian occupe ce poste de 963 à 968. Il est dit qu’il se distingue par ses réalisations administratives et qu’il gouverne avec sagesse, tellement que le ministre Zhao Pu (922-992) recommande à l’empereur des Song qu’il soit fait érudit impérial (xueshi) à l’Académie Hanlin. Cependant, avant que cela ne se produise, Sun meurt en 968.
Sun Guangxian a été témoin de sept dynasties et il a servi à la cour de trois d'entre elles : les Shu Antérieurs, Jingnan et Song. Seulement à la cour des Jingan, il a travaillé pendant trente-sept ans, de 926 à 963. Il a servi cinq princes de ce royaume (Gao Jixing, Gao Conghui, Gao Baorong, Gao Baoxu, Gao Jichong) occupant divers postes au sein de l’administration, notamment vice-directeur militaire de Jingnan, conseiller impérial, chef du bureau de la censure, inspecteur en chef des archives et commissaire impérial intérimaire, parmi d’autres fonctions. Il était probablement le fonctionnaire le plus influent et le plus puissant du Jingnan quand les Song ont pris le pouvoir en Chine. À partir de 963, il sert sous les Song comme préfet de Huangzhou.

## Érudit et poète
Sun Guangxian est considéré comme un érudit et un homme de lettres éminent de son époque. Dans le Song Shi (Histoire des Song), on parle d’un homme ayant une très grande connaissance des œuvres historiques et canoniques, un homme qui ne cesse d’étudier même à un âge avancé, un homme ayant une grande soif de connaissances. Il est dit aussi qu’il possède une collection de livres de plusieurs milliers de juans (rouleaux de soie), livres qu’il a lus ou recopiés lui-même et au besoin corrigés. C’est aussi un historien réputé, un auteur prolifique et il se donne lui-même le pseudonyme de Baoguangzi ce qui veut dire « Celui qui préserve la lumière ».

## Œuvres

### Histoire
Son œuvre la plus célèbre est Beimeng Suoyan (北夢瑣言) (Les mémoires du Rêve du Nord), en trente volumes, écrite pendant son séjour à Jingnan quant il était au service de la famille Gao. Certains ajouts ont été faits ultérieurement. Elle contient des anecdotes politiques et des coutumes sociales de la dynastie Tang. Elle contient aussi des faits intéressants de la poésie et de la littérature des Tang et des Cinq Dynasties, ce qui lui confère une grande valeur historique. Elle est encore consultée aujourd’hui par les historiens modernes pour compléter les historiographies officielles de la période des Cinq Dynasties et des Dix Royaumes.

### Poésie
Sun Guangxian est un maître reconnu pour sa poésie du genre ci. Il se distingue, entre autres, par l’originalité de son style. Poète célèbre et l’un des plus marquants et accomplis de l’école poétique Parmi les fleurs (Huajian) (花间)  représentée par Wen Tingyun, ses poèmes possèdent une richesse de thèmes et une profondeur que l’on ne trouve pas chez d’autres poètes de cette école. Ils se distinguent aussi par leur fusion de l’émotion et du paysage, ainsi que par leur style gracieux et mélancolique. Dans le Huajian ji, la célèbre anthologie de poèmes lyriques de la fin de la dynastie Tang à la période des Cinq Dynasties, compilée par Zhao Chongzuo, il a soixante et un poèmes,. Il fait partie des poètes floraux.
C’est un fait connu que Sun Guangxian a écrit un certain nombre d’œuvres qui ont été perdues sous les Song. Parmi les œuvres qui ont survécu, on retrouve :  
- Huanxi Sha (浣溪沙), poème en vers qui raconte certaines réalités de sa vie dans le Sichuan durant sa jeunesse[6].
- Xutong li (續通曆) (Continuation du Calendrier général)
- Juzhai ji (荊臺集) (Collection du Cabinet des Orangers)
- Jingtai ji (荆台集) (Collection de la Terrasse de Jing)

#### Poème:Je ne peux pas rester(留不得), sur l’air: Visite à la Porte dorée.
| Chinois 留不得， 留得也应无益。 白纻春衫如雪色， 扬州初去日。  | Traduction libre Je ne peux pas rester, Même si je restais, cela ne servirait à rien. Ma chemise de printemps comme neige blanche, Le jour où j’ai quitté Yangzhou la première fois.                               |
| 轻别离， 甘抛掷， 江上满帆风疾。 却羡彩鸳三十六， 孤鸾还一只。 | Une séparation à la légère, J’abandonne volontiers, Sur le fleuve, des voiles gonflées au vent violent. Pourtant, on envie les trente-six canards mandarins colorés, Mais il ne reste qu’un seul phénix solitaire. |

#### Poème:Contemplation des fleurs de prunier(望梅花)
| Chinois 数枝开与短墙平, 见雪萼红跗相映, 引起谁人边塞情。 帘外欲三更, 吹断离愁月正明。 空听隔江声。 | Traduction libre Quelques branches fleurissent sur le mur bas, Où les calices blancs se reflètent dans les pédoncules rouges, Qui éveillent la nostalgie pour la frontière lointaine. Dehors, la troisième veille approche, Le chagrin de la séparation se dissipe, la lune brille. Écouter en vain les sons de l’autre rive. |